# Andrei Cerlincă
Andrei Ionuț Cerlincă (sinh ngày 6 tháng 8 năm 1995 ở Suceava) là một cầu thủ bóng đá người România thi đấu ở vị trí tiền vệ cho Foresta Suceava.